# Agrotis infusa
Agrotis infusa là một loài bướm đêm bay vào ban đêm xuất hiện với số lượng lớn ở quanh các ngôi nhà lớn ở Canberra, Úc trong mùa xuân (cuối tháng 9 đến tháng 11) khi nó di cư đến High Plains. Tại Úc nó được gọi là bướm đêm Bogong. Loài này phổ biến ở phía nam Úc. Con bướm có màu từ nâu đến hơi đen với sải cánh khoảng 45 mm. Con trưởng thành di cư đường dài để trải qua các tháng hè ở các khe nứt đá và hang động ở Australian Alps, đáng chú ý ở vùng Bogong High Plains trongVictoria. Chúng bị ánh sáng hấp dẫn.
Thổ dân Úc sinh sống ở đông nam Úc ăn loài bướm này do nó giàu chất béo, đặc biệt là vào mùa hè khi chúng xuất hiện nhiều. Họ dùng đuốc với khói và hơi nóng cho con bướm bay rụng xuống và họ nhặt con bướm rụng. Thổ dân đi thành từng nhóm để bắt loài ngài này kèm theo các lễ nghi Once collected, the moths were generally roasted and eaten whole.
Một thị trấn, Bogong, ở bang Victoria đã được đặt tên theo loài ngài này.

## Hình ảnh

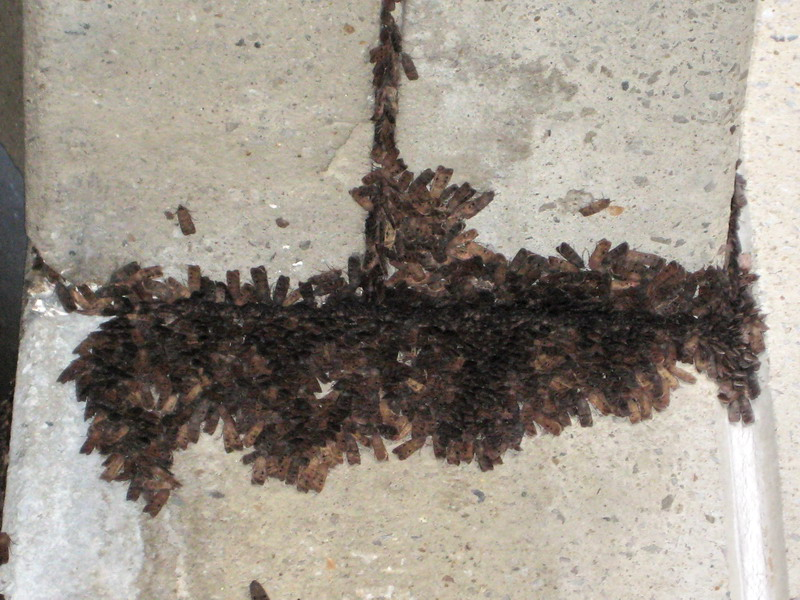
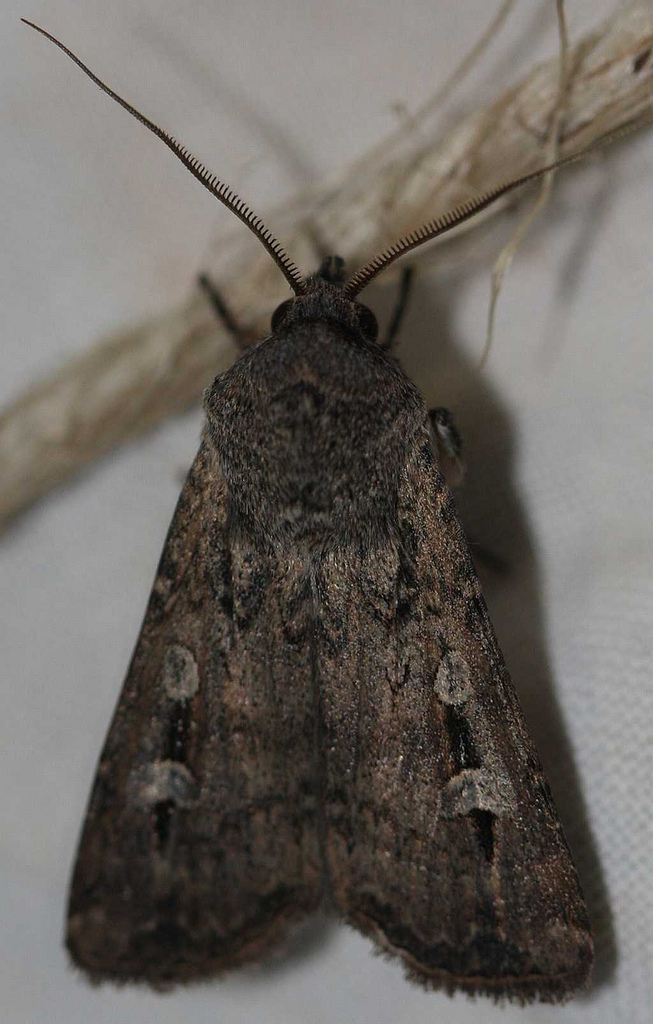
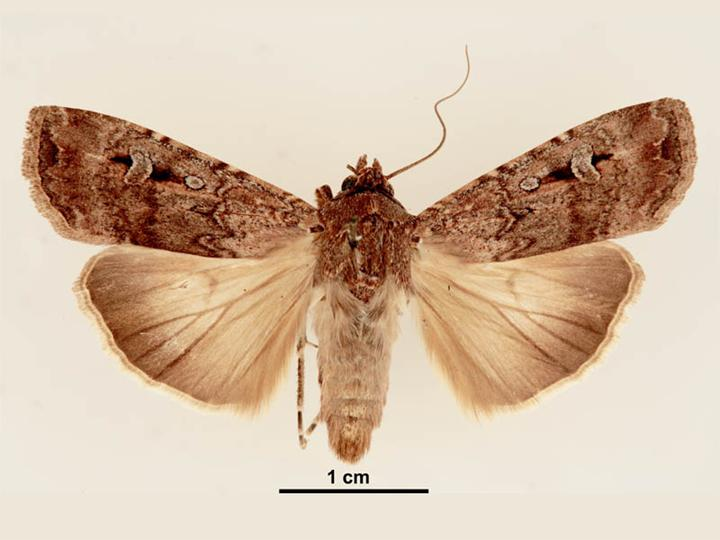
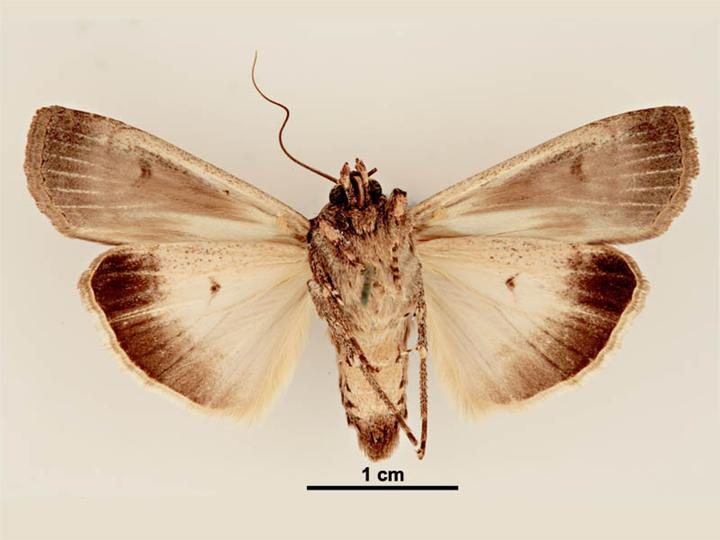